# Kayunga
Kayunga est une ville, capitale du district de Kayunga, en Ouganda.

## Habitat

Différents types de constructions.
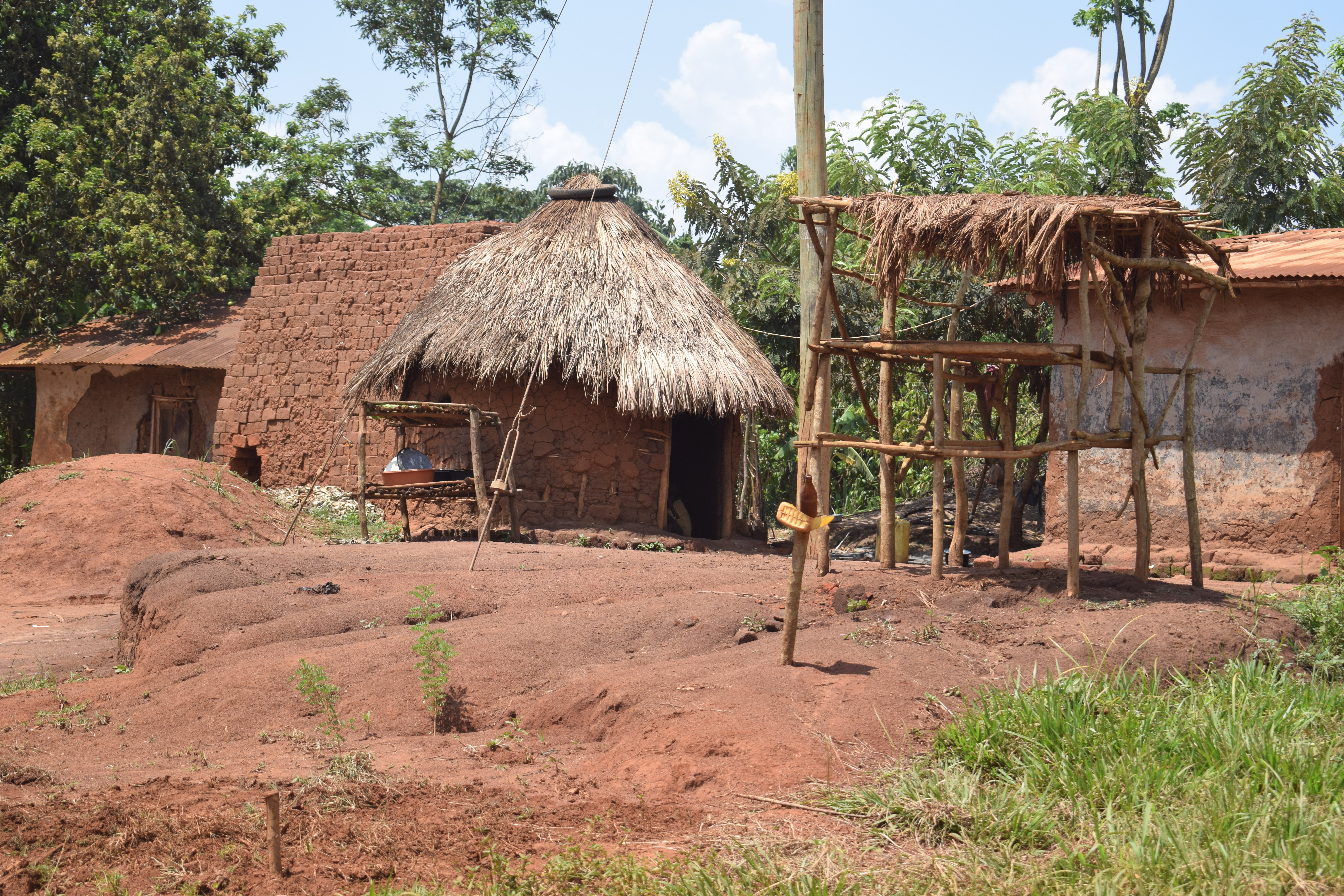
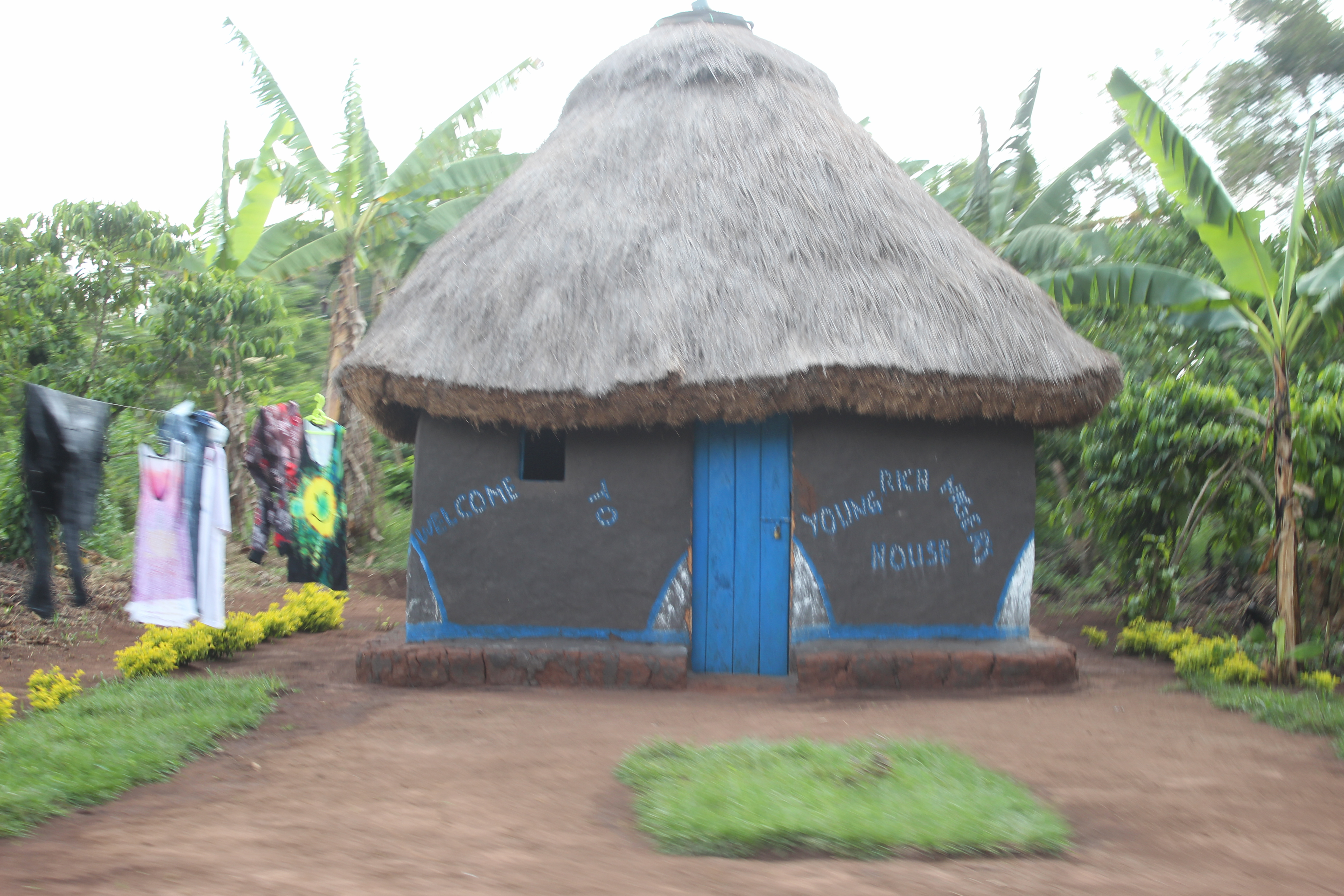
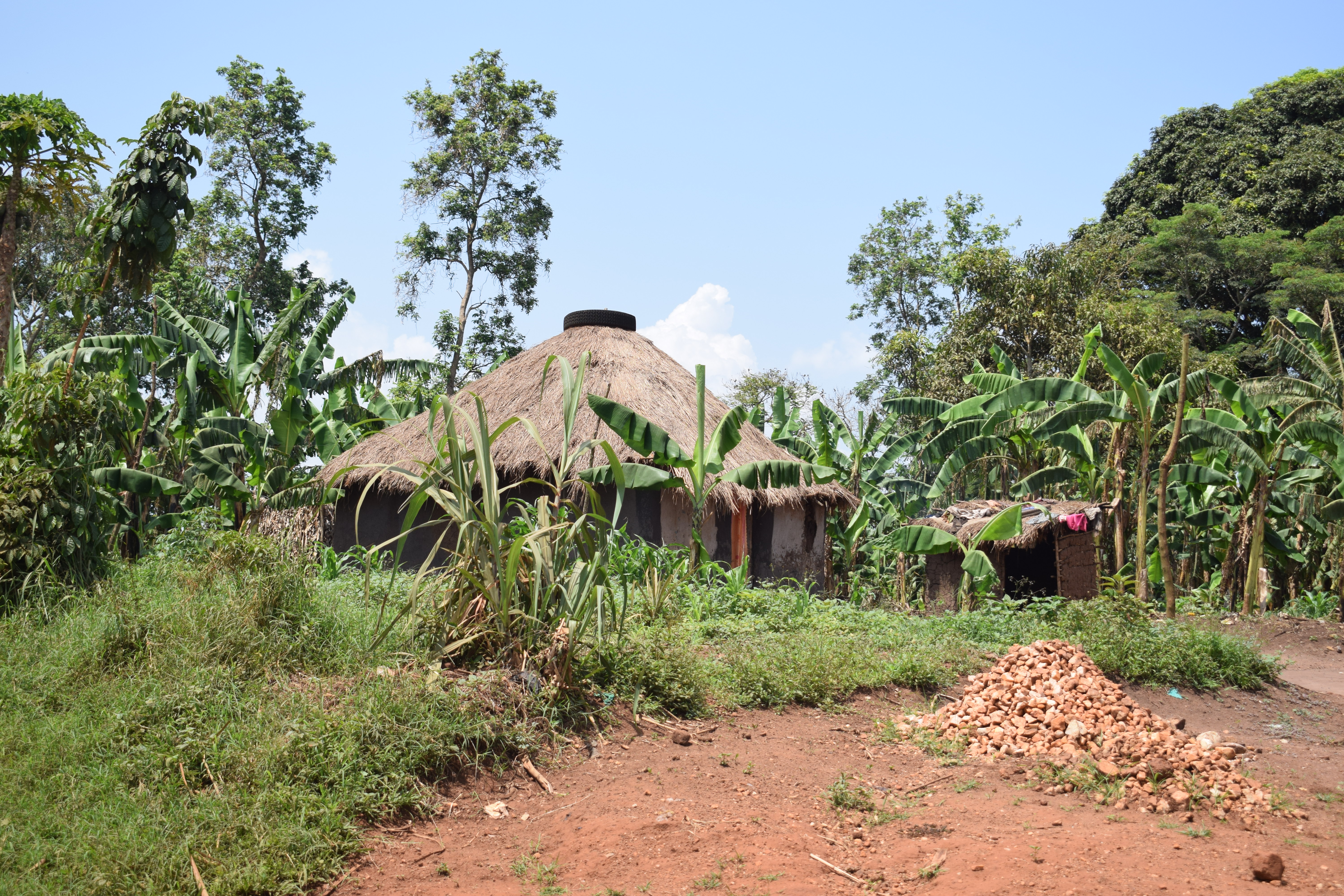
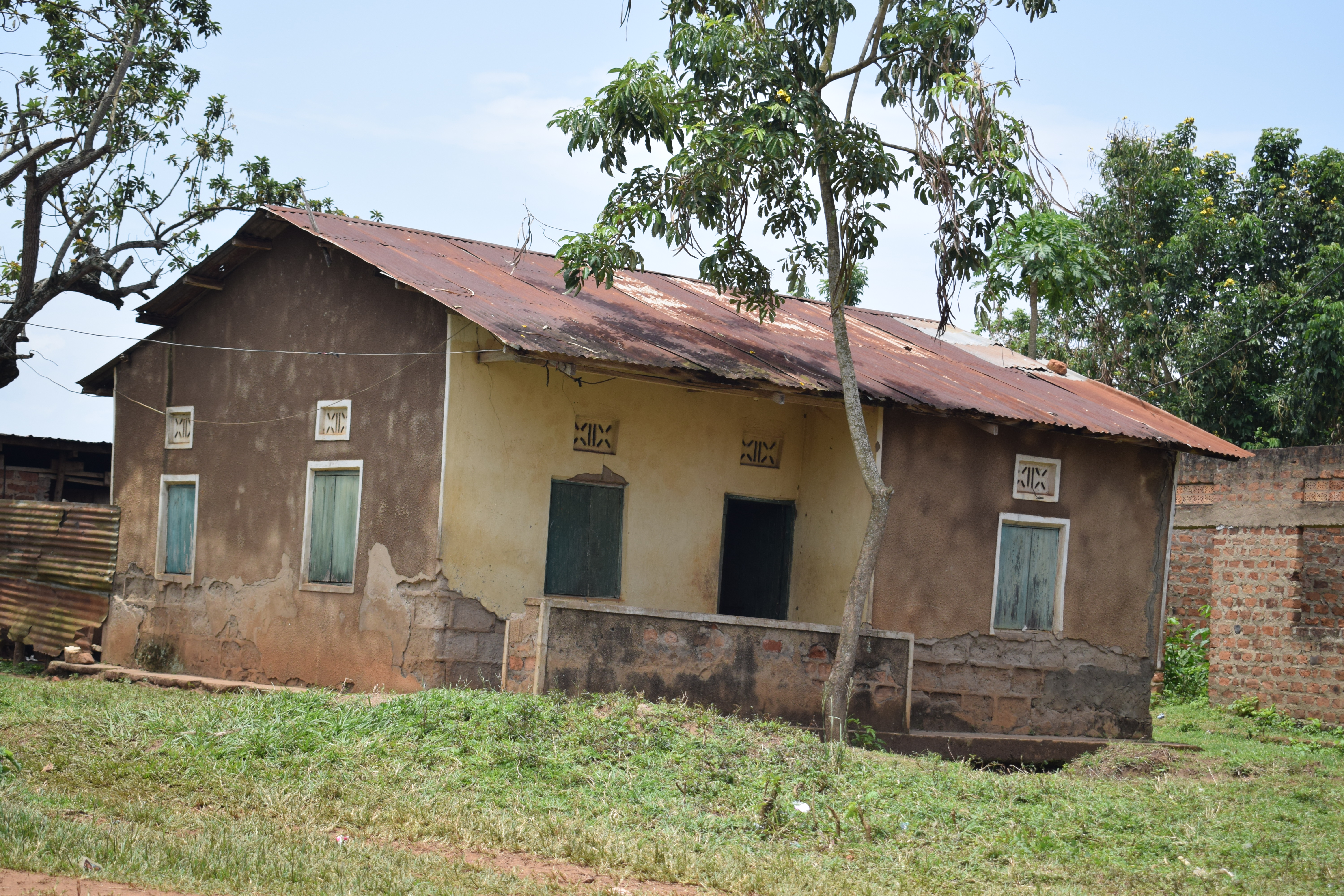
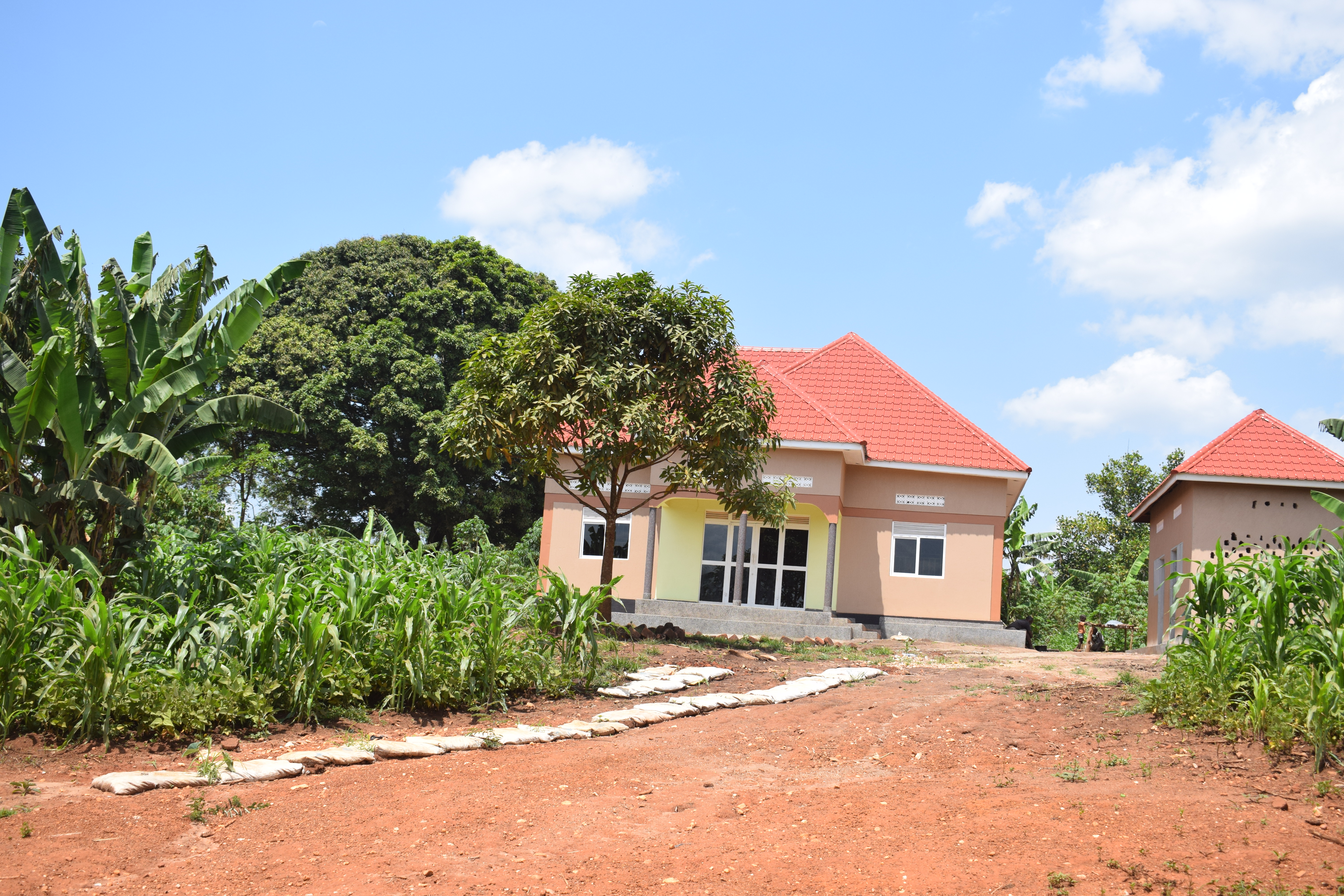

## Source
- (en) Cet article est partiellement ou en totalité issu de l’article de Wikipédia en anglais intitulé « Kayunga » (voir la liste des auteurs).